# Tournée de l'équipe de Nouvelle-Zélande de rugby à XV en 2018
L'équipe de Nouvelle-Zélande de rugby à XV effectue du 3 novembre au 24 novembre 2021 une tournée en Europe et au Japon.

## Résultats complets
| No | Date             | Lieu                             | Match                         | Score   | Compétition |
| -- | ---------------- | -------------------------------- | ----------------------------- | ------- | ----------- |
| 1  | 3 novembre 2018  | Stade Ajinomoto, Chōfu - Japon   | Japon – Nouvelle-Zélande      | 31 – 69 | test match  |
| 2  | 10 novembre 2018 | Twickenham, Londres - Angleterre | Angleterre – Nouvelle-Zélande | 15 – 16 | test match  |
| 3  | 17 novembre 2018 | Aviva Stadium, Dublin - Irlande  | Irlande – Nouvelle-Zélande    | 16 – 9  | test match  |
| 4  | 24 novembre 2018 | Stade olympique, Rome - Italie   | Italie – Nouvelle-Zélande     | 3 – 66  | test match  |